# Pauxi
A Pauxi a madarak osztályának tyúkalakúak (Galliformes) rendjébe és a hokkófélék (Cracidae) családjába tartozó nem.

## Rendszerezés
A nemet Coenraad Jacob Temminck holland arisztokrata és zoológus írta le 1813-ban, besorolásuk vitatott, egyes rendszerezők 4 fajt a Mitu nembe sorolnak. A nembe az alábbi fajok tartoznak:
- sisakos hokkó (Pauxi pauxi)
- Pauxi koepckeae[1]
- szarvas hokkó (Pauxi unicornis)
- Pauxi tomentosa[1] vagy Mitu tomentosum[2]
- csupaszfülű mitu (Pauxi mitu[1] vagy Mitu mitu)[2]
- Salvin-mitu (Pauxi salvini[1] vagy Mitu salvini)[2]
- amazonasi hokkó (Pauxi tuberosa[1] vagy Mitu tuberosum)[2]